# Mocopulli Airport
Mocopulli Airport är en flygplats i Chile.   Den ligger i provinsen Provincia de Chiloé och regionen Región de Los Lagos, i den södra delen av landet, 1 000 km söder om huvudstaden Santiago de Chile. Mocopulli Airport ligger 159 meter över havet.
Terrängen runt Mocopulli Airport är platt österut, men västerut är den kuperad. Närmaste större samhälle är Castro, 15,6 km söder om Mocopulli Airport. 
I omgivningarna runt Mocopulli Airport växer i huvudsak städsegrön lövskog. Runt Mocopulli Airport är det ganska glesbefolkat, med 22 invånare per kvadratkilometer.